# The Spanish Princess
The White Princess
The Spanish Princess est une mini-série dramatique anglo-américaine en seize épisodes de 52 minutes, élaborée par Emma Frost et Matthew Graham. Elle a commencé sa diffusion le 5 mai 2019 pour s'achever le 29 novembre 2020 sur Starz.
Elle est fondée sur les romans The Constant Princess et The King's Curse de Philippa Gregory et est une suite des mini-séries The White Queen et The White Princess.
En France, elle est disponible depuis le 13 mai 2019 sur StarzPlay, puis en clair dès le 6 novembre 2021 sur Chérie 25, et au Québec depuis juillet 2019 sur ICI TOU.TV. Elle reste inédite dans les autres pays francophones.

## Synopsis
La princesse Catherine d'Aragon, fille des souverains espagnols Isabelle la Catholique et Ferdinand d'Aragon, se rend enfin au Royaume d'Angleterre pour rencontrer son époux par procuration -Arthur Tudor, prince de Galles, héritier de Henri VII (roi d'Angleterre)- avec qui elle est fiancée depuis son enfance et a entamé une romance épistolaire. Mal accueillies par certains, elle et sa cour -dont fait partie sa dame de compagnie Lina, d’ascendance maure- luttent pour s’adapter aux coutumes anglaises.
Catherine et Arthur apprennent avec stupeur que l’auteur épistolaire est un imposteur: le frère cadet d’Arthur -Henri, duc d’York. Ébranlés, les promis se marient et s'éloignent de la cour. Puis la mort soudaine d'Arthur fragilise la destinée de Catherine en tant que porteuse de la paix entre l'Espagne et l'Angleterre, alors qu'elle se tourne vers l'arrogant prince Henri.

## Distribution
- Charlotte Hope (VF : Séverine Cayron) : Catherine d'Aragon
- Ruairi O'Connor (VF : Grégory Praet) : Henri VIII
- Laura Carmichael (VF : Audrey d'Hulstère) : Margaret Pole
- Alicia Borrachero (VF : Rosalia Cuevas) : Isabelle la Catholique
- Elliot Cowan (VF : Laurent Bonnet) : Henri VII d'Angleterre
- Angus Imrie (VF : Gauthier de Fauconval) : Arthur Tudor
- Harriet Walter (VF : Nicole Shirer) : Margaret Beaufort
- Alba Galocha (gl) (VF : Sophie Frison) : Jeanne de Castille
- Nadia Parkes (en) : Rosa de Vargas, suivante de la princesse Catherine
- Stephanie Levi-John (VF : Melissa Windal) : Lina de Cadonnes, suivante de la princesse Catherine
- Georgie Henley : Marguerite Tudor
- Aaron Cobham (VF : Quentin Minon) : Oviedo, un garde de la princesse Catherine
- Philip Cumbus : Thomas Wolsey
- Alan McKenna (en) (VF : Michel Hinderyckx) : Richard Pole
- Alexandra Moen (en) (VF : Maia Baran) : Élisabeth d'York
- Richard Pepper : Thomas Boleyn
- Jordan Renzo (en) (VF : Alexandre Crépet) : Charles Brandon
- Olly Rix (VF : Bruno Mullenaerts) : Edward Stafford
- Mamadou Doumbia : John Blank
- Isla Merrick-Lawless : Marie Tudor
- Billie Gadsdon : Marie Tudor (fille d'Henry VIII)
- Morgan Jones : Edmund Dudley
- Nick Barber (VF : Pierre Lognay) : Edmond de la Pole
- Mimi De Winton : Ursula Pole
- Arthur Bateman : Reginald Pole
- Matt Carr : Henry Pole
- Philip McGinley (en) : George Neville

## Production
Starz donne le feu vert à la mini-série le 15 mars 2018. La production débute en mai.
Le 3 juin 2019, la série est renouvelée pour une deuxième saison. La production confirme fin septembre le retour de Laura Carmichael, Georgie Henley et Stephanie Levi-John et les nouveaux rôles attribués à Ray Stevenson, Sai Bennett, Andrew Buchan et Peter Egan.

## Épisodes

### Première saison (2019)
La première saison de huit épisodes a été diffusée du 5 mai au 23 juin 2019 sur Starz.
1. Un nouveau monde (The New World)
2. Entre rêves et désillusions (Fever Dream)
3. Un plan audacieux (An Audacious Plan)
4. Une bataille pour Henry (A Battle for Henry)
5. Raison contre devoir (Heart Versus Duty)
6. Un enlèvement secret (A Polite Kidnapping)
7. Tout est perdu (All Is Lost)
8. Destinée (Destiny)

### Deuxième saison (2020)
Elle a été diffusée du 11 octobre au 29 novembre 2020 sur Starz.
1. Notre camelot (Camelot)
2. Pour l'Angleterre (Flodden)
3. Le Deuil (Grief)
4. La Rivale (The Other Woman)
5. La Peste (Plague)
6. Le Champ du drap d'or (The Field of the Cloth of Gold)
7. La Foi (Faith)
8. La Paix (Peace)